# Норвежский Лесной
Николай Сергеевич Данилов (известен под псевдонимом Норве́жский Лесно́й; 16 ноября 1975, Москва) — московский журналист, фотограф и блогер. Псевдоним происходит от названия породы «норвежская лесная кошка».

## Места работы и должности
- Журнал «Internet»[2].
- Колумнист первой версии «Газеты.ру» (разделённой в 1999 году на «Ленту.ру» и «Вести.ру»).
- Начальник ночной смены «Ленты.ру» (до 26 февраля 2000 года)[3].
- Руководитель пресс-службы Студии Артемия Лебедева (с 2000 по апрель 2003[4] и с февраля 2011 по ноябрь 2015[5]).
- Шеф-редактор издания «Дни.ру».
- Редактор издания MosNews.com.
- Репортёр и блогер журнала «Большой город»[6].
- Шеф-редактор компании SUP Media.
- Сотрудник пресс-службы компании Rutube.

## Награды и премии
Лауреат конкурса РОТОР в 2005 году, РОТОР++ также в 2005 году и член его жюри в 2000 году.

## Личная жизнь
До 2010 года был женат, от первого брака есть дочь Мария.